# Comitas ensyuensis
Comitas ensyuensis é uma espécie de gastrópode do gênero Comitas, pertencente a família Pseudomelatomidae.